# Am386
Am386はアドバンスト・マイクロ・デバイセズ (AMD) が開発した初のx86互換のマイクロプロセッサである。

## 概要
Am386は1991年に発売された。AMD初の互換CPU。80386とバイナリ互換である。
インテルは80286まではAMDなどにセカンドソースを認めていた。そのため、AMDなどは、インテルと内部構造が同一のプロセッサを製造していた（Am80286など）。しかし、インテルは自社の製造キャパシティが増加したなどの理由で80386以降のセカンドソースを認めなかった。それによりほとんどのセカンドソースメーカーはx86ビジネスより撤退したが、AMDを含む一部のメーカーはそれぞれ独自に互換プロセッサを開発し、x86ビジネスに残ろうとした。
インテルはAm386が自社のマイクロコードを使用しているとして、AMDを訴えた。その影響でAm386は一時出荷差し止めとなった。1991年、最終的にAMDはAm386の出荷を認められることになったが、そのときにはすでにインテルはi486の出荷を始めていた。

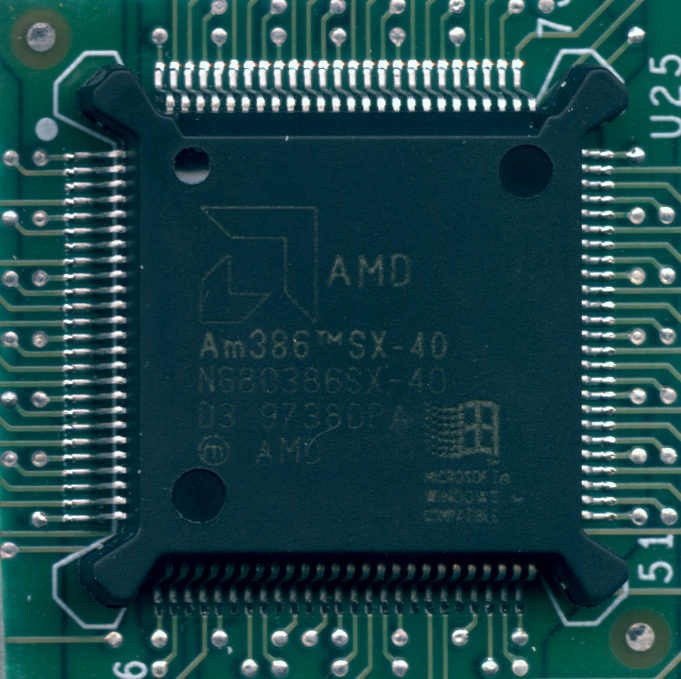
Am386SX 40MHz

Am386はインテルの80386より高クロックの40MHz版を出荷している。また、80386SXに対抗してAm386SXを出荷している。